# Xylotribus
Xylotribus is een kevergeslacht uit de familie van de boktorren (Cerambycidae). De wetenschappelijke naam van het geslacht werd voor het eerst geldig gepubliceerd in 1835 door Audinet-Serville.

## Soorten
Xylotribus omvat de volgende soorten:
- Xylotribus decorator (Fabricius, 1801)
- Xylotribus pinacopterus Lane, 1964